# Muntele Filii
Muntele Filii – wieś w Rumunii, w okręgu Kluż, w gminie Băișoara. W 2011 roku liczyła 13 mieszkańców.